# Ptilodexia angulata
Ptilodexia angulata är en tvåvingeart som först beskrevs av Wulp 1891.  Ptilodexia angulata ingår i släktet Ptilodexia och familjen parasitflugor. Inga underarter finns listade i Catalogue of Life.